# جو سوليفان
جو سوليفان (بالإنجليزية: Joe Sullivan)‏ هو عازف بيانو أمريكي، ولد في 4 نوفمبر 1906 في شيكاغو في الولايات المتحدة، وتوفي في 13 أكتوبر 1971 في سان فرانسيسكو في الولايات المتحدة.

## وصلات خارجية
- جو سوليفان على موقع IMDb (الإنجليزية)
- جو سوليفان على موقع ميوزك برينز (الإنجليزية)
- جو سوليفان على موقع أول ميوزيك (الإنجليزية)
- جو سوليفان على موقع ديسكوغز (الإنجليزية)